# Première République (Portugal)
Pour les articles homonymes, voir Première République.
 (juillet 2022).
Si vous disposez d'ouvrages ou d'articles de référence ou si vous connaissez des sites web de qualité traitant du thème abordé ici, merci de compléter l'article en donnant les références utiles à sa vérifiabilité et en les liant à la section « Notes et références ».
1910–1926
Entités précédentes :
- Royaume de Portugal
- Monarchie du Nord (1919)

Entités suivantes :
- Dictature nationale (1926-33)
- Monarchie du Nord (1919)

La Première République (en portugais Primeira República), officiellement République portugaise (República Portuguesa), est le régime politique en vigueur au Portugal entre la chute de la monarchie constitutionnelle, marquée par la révolution du 5 octobre 1910, et le coup d'État du 29 mai 1926, qui a donné naissance à la dictature militaire, plus tard à la dictature nationale et à l’Estado Novo.

## La République
La Constitution républicaine est approuvée en 1911, inaugurant un régime parlementaire avec une réduction du pouvoir présidentiel et le bicamérisme. La République provoque des fractures importantes au sein de la société portugaise, dans une population essentiellement rurale restant très attachée à la monarchie, chez les syndicats et dans l'Église. Cette République est ouvertement anticléricale et pour la séparation de l'Église et de l'État. Le PRP doit même subir la sécession de ses éléments les plus modérés, qui partent former des partis républicains conservateurs comme l'Union républicaine. En dépit de ces clivages, le PRP, dirigé par Afonso Costa, conserve sa position dominante, en grande partie attribuable à une pratique clientéliste de la politique héritée de la monarchie. Dans un tel contexte, un certain nombre de forces de l'opposition n'hésitent pas à recourir à la violence afin d'accéder au pouvoir. Il existe peu d'études récentes de cette période, connue sous le nom d'« ancienne » République par opposition avec celle que voudra installer Sidónio Pais. Néanmoins, l'essai de Vasco Pulido Valente (pt) devrait être consulté, de même que la tentative de dessiner le contexte politique, social et économique de M. Villaverde Cabral (1988).

### Réaction royaliste
Le PRP voit l'éclatement de la Première Guerre mondiale comme une occasion unique de parvenir à un certain nombre d'objectifs : mettre fin à la double menace d'une invasion espagnole du Portugal et de l'occupation étrangère de ses colonies d'une part et, d'autre part, au plan interne, créer un consensus national autour du régime, et même autour du Parti. Ces objectifs nationaux ne sont pas atteints, puisque la participation dans le conflit ne fait pas l'objet d'un consensus national. C'est même le contraire qui se produit puisque les lignes de fractures existant sur la ligne politique et idéologique se  creusent avec l'intervention du Portugal dans la Première Guerre mondiale. L'absence de consensus autour de l'intervention du Portugal, à son tour, rend possible l'apparition de deux dictatures, l'une dirigée par le général Pimenta de Castro entre janvier et mai 1915 et la seconde menée par Sidónio Pais entre décembre 1917 et décembre 1918.

### Le vide du pouvoir créé par l'assassinat de Sidónio Pais
Le 14 décembre 1918 a mené le pays à une brève guerre civile. La restauration de la monarchie est proclamée dans le nord du Portugal le 19 janvier 1919 et, quatre jours plus tard, une insurrection monarchiste éclate à Lisbonne. Un gouvernement de coalition républicaine, dirigée par José Relvas, coordonne la lutte contre les monarchistes par des unités de l'armée loyale et des civils armés. Après une série d'affrontements,  les monarchistes sont définitivement chassés de Porto le 13 février 1919. Cette victoire militaire permet au PRP de revenir au gouvernement et de sortir victorieux des élections qui ont lieu cette même année, en remportant la majorité absolue.
Au cours de cette restauration de la « vieille » république, une tentative de réforme est réalisée afin de fournir au régime une plus grande stabilité. En août 1919, un président conservateur est élu : António José de Almeida (dont le Parti Évolutionniste s'était uni au PRP dans une volonté d'union sacrée, pendant la guerre, et ce malgré les divergences de visions) — et son cabinet reçoit l'autorisation de dissoudre le Parlement. 
Le président utilise son nouveau pouvoir pour résoudre une crise de gouvernement en mai 1921, la nomination d'un gouvernement libéral (le Parti libéral est le résultat de la fusion après-guerre des évolutionnistes et unionistes) pour préparer les prochaines élections. Celles-ci ont lieu le 10 juillet 1921 avec la victoire, comme c'est habituellement le cas, pour le parti au pouvoir. Toutefois, le gouvernement libéral ne dure pas. Le 19 octobre 1921 un pronunciamiento militaire éclate, au cours duquel, et apparemment contre la volonté des meneurs du coup d'État, un certain nombre de personnalités conservatrices, y compris le Premier ministre António Granjo, sont assassinées. Cet événement, connu sous le nom de la « nuit de sang » (« noite de sangue ») laisse une blessure profonde au sein des élites politiques et de l'opinion publique. Il ne peut alors être de plus grande démonstration de la fragilité essentielle des institutions de la république et la preuve que le régime est démocratique uniquement de nom, car il n'a même pas su admettre la possibilité de la rotation de la caractéristique de puissance des régimes élitiste du XIXe siècle.
Une nouvelle série d'élections le 29 janvier 1922 inaugure une nouvelle période de stabilité, puisque le PRP est de nouveau sorti de la compétition avec une majorité absolue. Le mécontentement de cette situation ne disparaît cependant pas. De nombreuses accusations de corruption, et l'échec manifeste de régler des préoccupations pressantes sociales minent les dirigeants les plus visibles du PRP tout en rendant les attaques de l'opposition plus meurtrières. Dans le même temps, d'ailleurs, tous les partis politiques souffrent de plus en plus en interne, notamment le PRP lui-même. Le système des partis est fracturé et discrédité. La preuve en est que, malgré les victoires successives du PRP aux élections, la stabilité gouvernementale n'est jamais atteinte. Entre 1910 et 1926, quarante-cinq gouvernements vont se succéder. L'opposition des présidents aux gouvernements de parti unique, les dissensions internes au sein du PRP, la discipline interne (du parti) presque inexistante, et sa volonté constante et irrationnelle de regrouper et de conduire tous les républicains forces rendent la tâche de tout gouvernement pratiquement impossible. Beaucoup de formules différentes sont tentées, notamment les gouvernements à parti unique, les coalitions, et les cadres présidentielle, mais aucun n'aboutit. La force est clairement le seul moyen ouvert pour l'opposition si elle tient à profiter des fruits de la puissance.
Vers le milieu des années 1920, les scènes nationales et internationales commencent à privilégier une autre solution autoritaire, dans laquelle un exécutif renforcé pourrait rétablir l'ordre politique et social. Depuis, la voie constitutionnelle de l'opposition au pouvoir est bloquée par les différents moyens mis en œuvre par le PRP pour se protéger. Il se tourne vers l'armée pour le soutenir. Les forces armées, dont les politiques de sensibilisation avaient grandi pendant la guerre, et dont les dirigeants n'avaient pas pardonné au PRP de les avoir envoyées à une guerre où ils ne voulaient pas se battre, semblaient représenter, pour les forces conservatrices, le dernier bastion de « l'ordre » contre le « chaos » qui a été mis responsable du pays. Des liens sont établis entre les chiffres (?) conservateurs et des officiers militaires, qui ajoutent leurs propres revendications politiques et corporatifs à l'équation déjà complexe. Le Révolution du 28 mai 1926 bénéficie du soutien de la plupart des unités de l'armée et même de la plupart des partis politiques. Comme cela avait été le cas en décembre 1917, la population de Lisbonne n'a pas lieu de défendre la république, la laissant à la merci de l'armée.